# De meester en Margarita (film uit 2023)
De Meester en Margarita (Russisch: Мастер и Маргарита, Master i Margarita) is een Russische dramafilm uit 2023, gebaseerd op de gelijknamige tweedelige roman van de Russische schrijver Michail Boelgakov.

## Verhaal
De roman vertelt een verhaal over censuur en tirannie in de jaren 30 van de twintigste eeuw. De literaire klassieker uit Rusland werd al ettelijke keren verfilmd. Deze versie werd in 2023 een groot commercieel succes in eigen land en kreeg er lovende kritieken, maar veroorzaakte controverse omdat het kritiek zou geven op het regime van de Russische president Vladimir Poetin. De Amerikaanse regisseur van de film Michael Lockshin moest het land ontvluchten.

## Rolverdeling

### Hoofdrollen
- August Diehl als Woland, de duivel die Moskou bezoekt
- Yevgeny Tsyganov als de Meester, een schrijver die wanhopig wil overleven
- Yuliya Snigir als Margarita (meester en Margarita) Margarita, de minnaar van de meester
- Claes Bang als Pontius Pilatus, de hoofdpersoon van de roman van de meester
- Yuri Kolokolnikov als Korovyev, de rechterhand van Woland
- Aleksey Rozin als Azazello, een scherpschutter in Wolands entourage
- Polina Aug als Hella, een succubus in Wolands entourage Gala, een aspirant-actrice
- Yura Borisov als de stem van Behemoth.

### Bijrollen
- Leonid Yarmolnik als Dr. Stravinsky, hoofd van het krankzinnigengesticht
- Yana Sekste als Praskovya Fedorovna, de verpleegster in het gekkenhuis
- Igor Vernik als George Bengalsky, de Volksartiest van de USSR
- Marat Basharov als Stepan Lichodeyev, directeur van het theater
- Aleksei Guskov als Boris Maigel, de voormalige baron die nu als NKVD-agent aanwezig is
- Jevgeni Knyazev als Mikhail Berlioz, de hoofdredacteur van het literaire boek
- Danil Steklov als Ivan Bezdomny, een naïeve jonge dichter die Woland voor het eerst ontmoet in Moskou,
- Aleksandr Yatsenko als Aloisy Mogarych, een scenarioschrijver en een vriend van de Meester
- Dmitriy Lysenkov als Osaf Latunsky, een van de critici die de carrière van de schrijver vernietigt
- Pavel Vorozhtsov als Ivan Varenukha, de huismanager van het theater
- Valery Kukhareshin als Grigory Rimsky, de penningmeester van het theater
- Arkady Koval als Archibald Archibaldovich, de directeur van het restaurant
- Nikita Tarasov als onderzoeker van NKVD
- Sofya Sinitsyna als Frida
- Aaron Vodovoz als Yeshua Ha-Nozri, een personage uit de roman van de meester
- Makram Khoury als Kajafas, een personage uit de roman van de meester
- Sergei Frolov als de sceptische kijker
- Denis Pyanov als Nikanor Bosoy, de voorzitter van de huisco
- Aleksandr Tyuti als Zheldybin, de voorzitter van de Unie van Sovjet-schrijvers
- Sergej Beljajev als Andrei Sokov, de barman in het theater
- Agrippina Steklova als Nastasya Nepremenova, lid van de Unie van Sovjetschrijvers (schrijvend onder het pseudoniem Bosun George)
- Valentin Samokhin als Hieronymus Poprikhin, een romanschrijver en lid van de Unie van Sovjetschrijvers
- Olga Ozollapinya als Pelagea Antonovna, Bosoy's vrouw
- Yevgeny Kharitonov als portier van het Dramlit House
- Ilya Slanevsky als Gindin, de acteur die Yeshua in het theater speelde
- Mariya Dubina als Anna
- Oleg Nazarov als Vyacheslav, Margarita's echtgenoot
- Dmitry Vorontsov als Jacques, de eerste gast op het bal van Woland